# Pyrellina inventrix
Pyrellina inventrix är en tvåvingeart som först beskrevs av Walker 1861.  Pyrellina inventrix ingår i släktet Pyrellina och familjen husflugor. Inga underarter finns listade i Catalogue of Life.